# Campylopus cubensis
Campylopus cubensis är en bladmossart som beskrevs av Sullivant 1861. Campylopus cubensis ingår i släktet nervmossor, och familjen Dicranaceae. Inga underarter finns listade i Catalogue of Life.